# 더티 프로젝터스
더티 프로젝터스(Dirty Projectors)는 2002년 결성된 미국 뉴욕 브루클린 출신의 인디 록 밴드이다. 싱어송라이터 데이비드 롱스트레스를 주축으로 결성되었다.
밴드의 멤버는 데이비드 롱스트레스(기타, 보컬, 음악 감독, 1981년 12월 17일 출생), 앰버 코프먼(Amber Coffman, 보컬, 기타), 헤일리 데클(Haley Dekle, 보컬), 냇 볼드윈 (Nat baldwin, 베이스), 올가 벨(Olga Bell, 보컬, 키보드) 그리고 마이클 존스(Michael Johnson, 드럼)으로 구성되어 있다. 한때 뱀파이어 위켄드의 보컬 에즈라 코에닝 잠시 활동했기도 했다.

## 역사

### 초창기 (2002-06년)
2002년 롱스트레스의 첫 번째 음반, «우아한 떨어진 망고 The Graceful Fallen Mango»를 자신의 이름으로 발표하여, 자신 만의 로우-파이와 하이-파이 제작방식의 조합으로 배열된 곡들을 선보이기 시작한다. 음반은 롱스트레스가 예일 대학교 신입생 때 시작된 프로젝트였다. 2003년 롱스트레스는 요메 비츠(Yume Bitsu)로 활동 중이였던 아담 포크너(Adam Forkner)의 도움을 받아 더티 프로젝터스라는 이름으로 음반 «반가운 사실 The Glad Fact»를 웨스턴 바이닐(Western Vinyl) 레이블을 통하여 발매한다. 2005년에는 밴드 이글스의 돈 헨리(Don Henley)에 대한 컨셉 음반 «더 겟티 어드레스 The Getty Address»를 발표한다. 음반에는 다양한 오케스트라와 합창이 반주로 사용되었다. 이어서 2006년 발표한 이피(EP) «새로운 태도 New Attitude»에는 불필요한 장비를 모두 제거하였고, 보컬의 상호작용(interplay)과 기타의 주법과 같은 앞으로의 밴드의 방향에 대한 암시를 보여주었다.

### 라이즈 어버브, 비트 오르카, 그리고 도미노 레코드사 (2007-09년)
2007년 미국의 펑크 록 밴드 블랙 프래그(Black Flag)의 곡을 기억에서 다시 상상하여 해석한 음반 «라이즈 어버브 Rise Above»를 발표한다. 음반에서 롱스트레스의 보컬과 엠버 코프만과 수잔나 웨이치(Susanna Waiche)의 하모니 사이에서 대비를 보여주기 시작한다. 나중에 수잔나 웨이치는 엔젤 데라도리언(Angel Deradoorian)으로 교체된다. 음반을 알리기 위해 빈센트 문(Vincent Moon)의 어쿠스틱 비디오 세션 테이크-어웨이 쇼(Take-Away Show)에 출연하여 노래를 불렀다.
2008년 4월, 더티 프로젝터스는 도미노 레코드사와 계약한다. 도미노 레코드는 이 들의 네 번째 정규 앨범 «비트 오르카 Bitte Orca»가 2009년 6월 9일에 발매된다고 발표했다. 2009년에는 대중문화로 에이즈(AIDS)와 싸우는 비영리 조직인 레드 핫 기구(Red Hot Organization)에서 제작한 «다크 워즈 더 나이트 Dark Was the Night»에 〈노티 파인 Knotty Pine〉을 데이비드 번(David Byrne)과 함께 작업하여 발표한다.
«비트 오르카»의 첫 번째 싱글 〈정지는 움직임 Stillness Is the Move〉는 서부 아프리카 음악과 리듬 앤 블루스 영향이 섞여 있다. 빔 벤더스의 《베를린 천사의 시》에 영감을 받아 만들어졌고, 코프만이 노래를 불렀다.
2009년 더티 프로젝터스는 비요크와 협업으로 공연한다. 롱스트레스는 목소리와 어쿠스틱 기타를 위하여 다섯 곡을 작곡했다. 공연은 뉴욕 기반의 홈리스와 에이즈로 고통받는 사람들 위한 비영리 조직인 하우징 웍스(Housing Works)에서 주최한 자선 공연의 일환으로 마련되었고, 공연은 뉴욕 시내에 위치한 하우징 웍스의 북스토어 까페에서 열렸다.
2009년 9월 «테메큘라 선라이즈 Temecula Sunrise» 이피를 발매한다. 이피에는 두 개의 신곡 〈어센딩 멜로디 Ascending Melody〉와 〈엠블럼 오브 더 월드 Emblem of the World〉가 실렸다. 이 곡은 2010년 초까지 더티 프로젝터스의 누리집에서 무료로 다운받을 수 있었다.

### 마운트 위텐버그 오르카, 스윙 로 마젤란 그리고 새로운 음악 방향 (2010년 - 현재)
2010년 6월 더티 프로젝터스는 비요크와 함께 디지털 음원으로 «마운트 위텐버그 오르카 Mount Wittenberg Orca»를 발표한다고 알렸다. 음원은 2009년에 함께 작업한 작업물을 바탕으로 한 것이였고, 6월 30일에 공개되었다. 실제 음반은 도미노 레코드에서 2011년에 발매되었다.
더티 프로젝터스는 «비트 오르카»의 확장판을 2010년 9월 28일에 출시한다. 더블 앨범은 라이브 공연, 비-사이드(B-side), 그리고 밥 딜런의 노래를 다시 부른 곡이 포함되었다.
2012년 3월 30일, 더티 프로젝터스는 발매 예정인 음반 «스윙 로 마젤란 Swing Lo Magellan»에서 첫 번째 싱글을 발표한다. 앨범은 미국에서 7월 10일에, 국제적으로 7월 9일에 공개되었다.
2012년 9월, 데이브 롱스트레스는 단편영화 《안녕 쿠스토디안 Hi Custodian》을 공개했다. 피치포크닷티비(Pitchfork.tv)와 유투브의 기획으로 제작된 비디오는 «스윙 로 마젤란»에 실린 곡들로 꾸며졌고, 더티 프로젝터스의 멤버들이 출연한다. 롱스트레스는 각본과 연출을 맡았다.
2012년 11월 6일에는 신곡이 포함된 이피 «어바웃 투 다이 About to Die EP»를 발매했다.

## 음악적 스타일과 미학
2000년대 후반 뉴욕 인디록 신에서 비평가들은 더티 프로젝터스는 여러 장르의 음악가에 비유했다. 예를 들어, 평론가들은 뉴 웨이브 아티스트 데이비드 번, 스퀴즈(Squeeze), 팝 스타 비욘세, 머라이어 케리, 프로그래시브 록에서는 프랑크 자파, 예스와 함께 비교하였다. 롱스트레스는 2009년 인터뷰에서 그런 비교는 좀 당황스럽다며 클래식 록과 프로그래시브 록에 대한 반감을 표했다. "스틸리 댄은 제가 즐겨 듣지 않던 밴드입니다. 예스 팬도 아니고요" 라면서 "프랑크 자파는 정말 싫어해요"라고 했다.

## 공연
2009년 5월 3일 뉴욕의 라디오 시티홀에서 열린 "다크 워즈 더 나이트 라이브"에서 더티 프로젝터스는 데이비드 번과 함께 〈노티 파인 Knotty Pine〉을 공연하였고, «다크 워즈 더 나이트»에 실리지 않은 또 다른 콜라보레이션 트랙 〈엠뷸런스 맨 Ambulance Man〉을 선보였다.
2010년 8월에는 일본 후지 록 페스티발에서 공연했다. 2010년 12월 10일 영국 마인헤드에서 열린 올 투마로우스 파티에 초대되었다. 이 공연은 벨 앤 세바스찬이 큐레이팅하였고 벨 앤 세바스찬을 포함하여 여러 유명 밴드가 참여했다.
2012년 새 음반 «스윙 로 마젤란»을 발표하는 시점인 7월 북미공연을 시작으로 전 세계를 여행하며 공연하고 있다. 2013년 1월 11일에는 뉴욕 카네기 홀에서 단독 공연을 갖는다. 이 공연에서는 손으로 넘버링된 250개의 한정판 7인치 싱글 〈오프스프링스 아 블랭크 Offsprings Are Blank〉을 선보인다. 이 싱글의 뒷 면에는 신곡 〈불이 있다 There's Fire〉가 실린다.

## 음반 목록
정규 앨범
- «The Glad Fact» (This Heart Plays/Western Vinyl, 2003)
- «Morning Better Last!» (Western Vinyl, 2003)
- «Slaves' Graves and Ballads» (States Rights Records, 2004)
- «The Getty Address» (Western Vinyl/Happy Happy Birthday To Me Records, 2005)
- «Rise Above» (Dead Oceans, 2007)
- «Bitte Orca» (도미노 레코드, 2009)
- «Swing Lo Magellan» (도미노 레코드, 2012년 7월 10일)

이피
- «Highlights from the Getty Address» (Bad Vugum, 2006)
- «New Attitude EP» (Marriage Records, 2006)
- «Temecula Sunrise» (도미노 레코드, 2009)
- «Ascending Melody» (도미노 레코드, 2010)
- «Mount Wittenberg Orca» (비요크와 함께) (2010 디지털 음원 공개; 2011 도미노 레코드에서 음반 발매)
- «About to Die EP» (도미노 레코드, 2012년 11월 6일)